# 아사 (유다 왕국)
아사(재위 기원전 911년경-870년경)는 분열 유다 왕국의 3대 왕으로 그의 재위 기간 내내에도 역시 전왕 아비암 때처럼 전쟁 중이었으나 모두 승리했다. 그러나 말년에 벌인 일로 인해 벌을 받았다.

## 우상 숭배 금지
아사는 하나님에 눈에 드는 옳은 일을 하여 왕위에 오르자 이교 제단과 산당들을 없애버리고 기념 기둥들을 깨뜨렸으며, 아세라 목상들을 토막냈다. 그리고 유다의 모든 성읍에서 산당들과 분향 제단들을 없애버렸다. 이로써 나라가 평온해지자 요새 성읍들을 짓고 여러 해 동안 전쟁을 겪지 않았다.

## 츠파타 골짜기의 전투
아사는 큰 방패와 창을 든 유다 출신 용사 30만과 작은 방패와 활로 무장한 베냐민 출신 군사 28만 등 총 58만의 병력을 거느렸다. 그즈음 에티오피아의 제라가 군사 100만과 병거 300승을 이끌고 유다를 침공해 마레사까지 나갔다. 이에 아사도 마레사의 츠파타 골짜기에서 전열을 갖추었다. 아사가 신에게 말하고 에티오피아 군사들을 치니 에티오피아 군대는 모두 도망갔다. 아사는 에티오피아 군사들을 그라르까지 쫓아가 전멸시켰다.
이 전투의 승리로 유다군은 많은 전리품을 노획해 돌아왔고 유다의 세력이 커졌다.

## 종교 개혁
이 때 하나님께서 이 오뎃의 아들 아자르야에게 내려 종교를 개혁하라고 했다. 아사는 용기를 내어 유다와 베냐민의 온 지방가 그리고 에브라임 산악 지방에서 점령한 성읍들의 온갖 혐오스러운 것들을 없애버렸다. 그리고 신의 성전 현관에 있는 제단을 보수했다. 그리고 온 유다와 베냐민 백성, 에브라임과 므낫세, 시므온에서 넘어온 사람들을 물러 모아 자기들이 가져온 소 700마리와 양 7,000마리를 신에게 제물로 바쳤다. 또한 전 지역의 신을 믿지 않는 백성들을 모두 죽이기로 맹세했다. 이리하여 유다는 전쟁후 25년간 평온했다.
또한 아사는 자기의 어머니 마아카마저 아세라 목상을 만들자 그녀를 모후 자리에서 물러나게 만들고 그 상을 기드론 골짜기에서 불살라 버렸다.

## 말년
아사의 재위 36년이 되는 해 이스라엘 왕국의 바아사가 유다를 치러 올라와 라마를 세우기 시작했다. 그러자 아사는 성전과 왕궁 창고의 은과 금을 꺼내 다마스쿠스의 아람 임금 벤 하닷에게 보내어 구원을 요청했다. 벤 하닷은 아사가 구원을 요청하자 군사를 보내 온 이스라엘을 쳐 이욘, 단, 아벨 마임, 납탈리의 모든 양곡 저장 성읍들을 쳐부수었다. 이 소식을 들은 바아사가 공격을 중지하고 돌아갔다. 그러자 아사는 유다 백성들을 보내 바아사가 라마를 세우려고 남기고 간 쓰던 돌과 목재를 옮겨 게바와 미츠파를 세웠다.
이후 선견자 하나니가 와 신의 경고를 전했고 아사는 이 말을 듣고 화가 나 그를 감옥에 가두었다. 아사는 재위 39년째에 병이 들었고 신이 아닌 의사들을 찾아 결국 죽고 말았다.